# Auguste-Ferdinand de Prusse
Pour les articles homonymes, voir Auguste de Prusse.
Auguste-Ferdinand de Prusse, né le 23 mai 1730 au château de Berlin et mort le 2 mai 1813 à Berlin, est un prince de la maison de Hohenzollern, fils benjamin du roi Frédéric-Guillaume Ier de Prusse et de Sophie Dorothée de Hanovre. Frère cadet de Frédéric le Grand, il fut General der Infanterie de l'Armée prussienne et maître des chevaliers de l'ordre de Saint-Jean de 1762 à 1811.

## Biographie

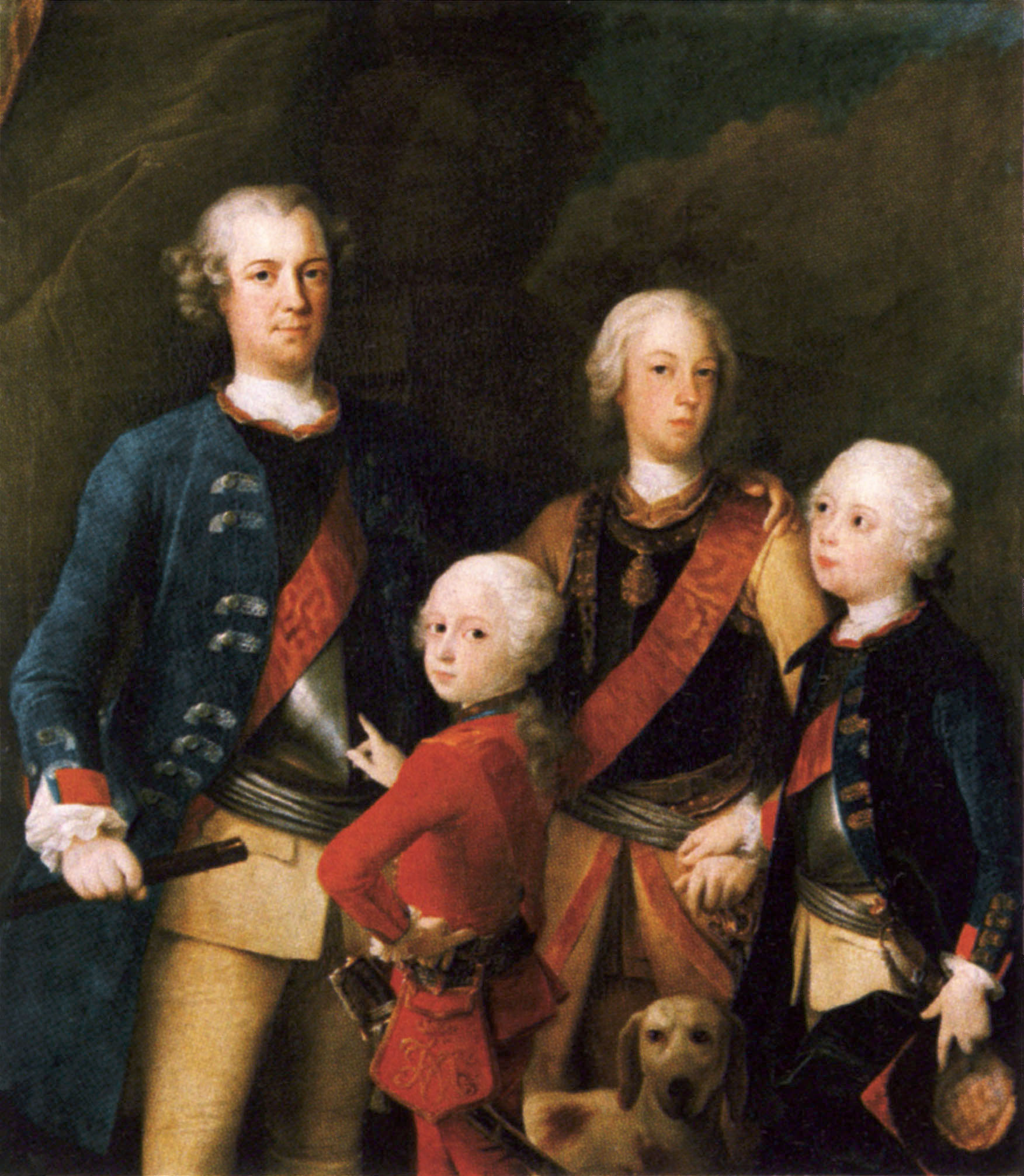
Les fils de Frédéric-Guillaume Ier, 1737.

Auguste-Ferdinand est le plus jeune fils de Frédéric-Guillaume Ier (1688-1740), « le Roi-Sergent », roi en Prusse et électeur de Brandebourg depuis 1713, et de son épouse Sophie-Dorothée de Hanovre (1687-1757), fille du roi George Ier de Grande-Bretagne. Il n'a que dix ans lors de l'avènement de son frère aîné Frédéric le Grand (1712-1786).
Dès l'âge de cinq ans, Ferdinand intègre le 15e régiment d'infanterie "prince-héritier" de l'armée prussienne. En 1740, son frère, devenu roi, le nomme chef du 34e régiment d'infanterie nouvellement formé. 
Il fut promu major général (Generalmajor) en 1756. Dans la guerre de Sept Ans, il a accompagné son frère en Saxe et en Bohême ; en 1757, il a participé aux batailles de Breslau et de Leuthen. L'année suivante, toutefois, ses ennuis de santé le contraigne à se retirer de l'armée avec le rang de General der Infanterie.
Après la guerre, le 12 septembre 1763, il fut élu maître des chevaliers (Herrenmeister) de l'ordre de Saint-Jean en résidence sur la Wilhelmplatz de Berlin ; le dernier avant la sécularisation du bailliage sous le rèfne du roi Frédéric-Guillaume III en 1811.

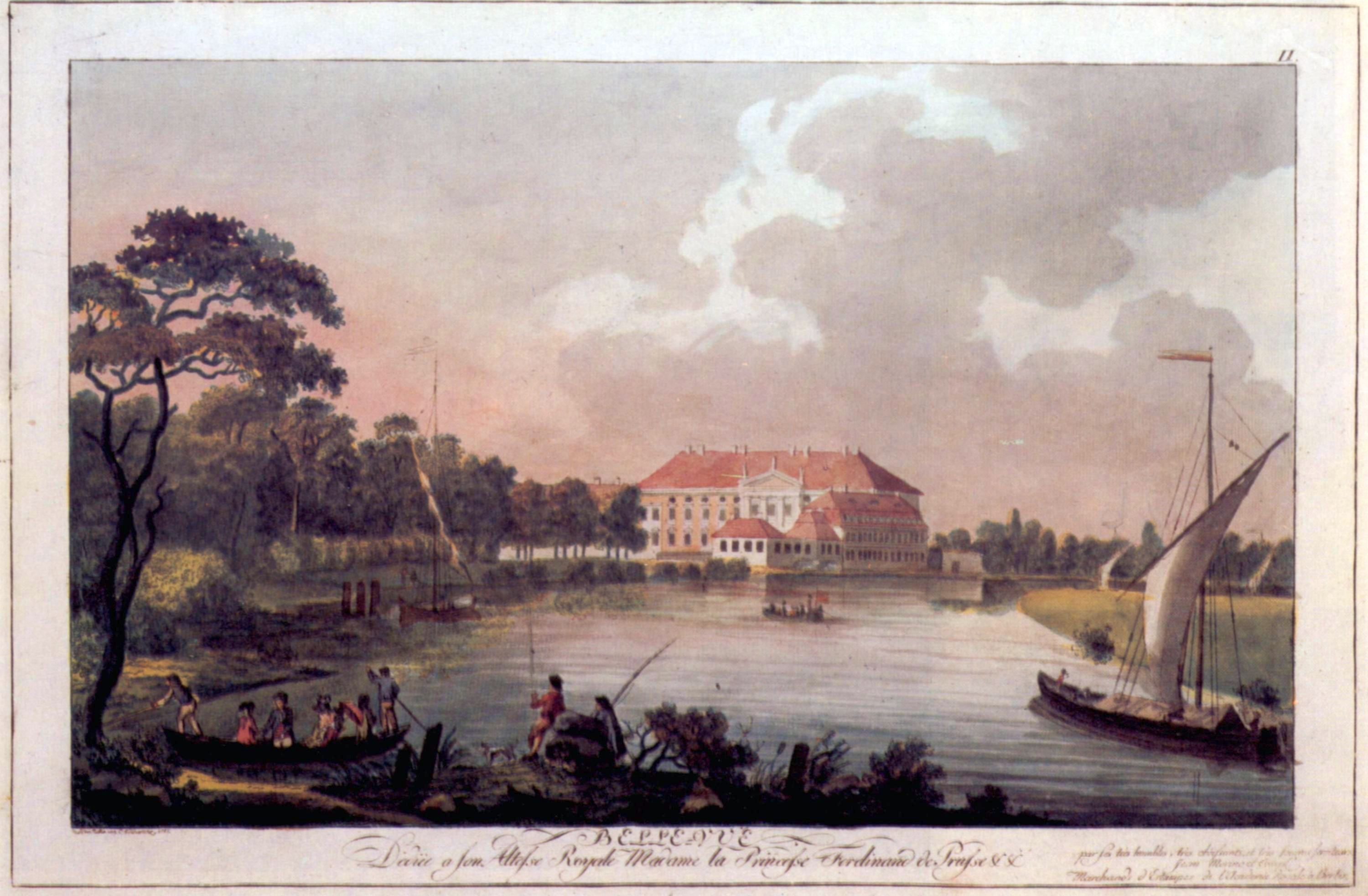
Château de Bellevue, 1797.

Désireux de disposer d'une résidence d'été à Berlin, il fait construire le château de Bellevue (Schloss Bellevue) dans le Tiergarten en 1785-1786, actuelle résidence du président fédéral de l'Allemagne. Après la mort de son frère Henri en 1802, il a acquis le château de Rheinsberg.
Comme tous les autres princes des Hohenzollern, il porte l'ordre de l’Aigle noir. Il a été élevé à la dignité de grand-croix de la Légion d'honneur par Napoléon Ier. Son nom est inscrit sur l'obélisque de Rheinsberg.

## Mariage et descendance
En 1755, Auguste-Ferdinand épouse sa nièce Anne-Élisabeth-Louise (1738-1820), fille du margrave Frédéric-Guillaume de Brandebourg-Schwedt, issue d'une branche cadette de la maison de Hohenzollern. Ils ont sept enfants :
- Frédérique (1761-1773) ;
- Frédéric (1769-1773) ;
- Louise (1770-1836), épouse le prince Antoni Henryk Radziwiłł (1775-1833), mère d'Elisa Radziwill ;
- Henri (1771-1790) ;
- Louis-Ferdinand (1772-1806) ;
- Frédéric (1776-1776) ;
- Auguste (1779-1843).